# Kocsis Ferenc (labdarúgó, 1904)
Kocsis Ferenc (1904. július 21. – 1962. november 8.) válogatott labdarúgó, balhátvéd.

## Pályafutása

### Klubcsapatban
Az MTK, majd a professzionális bajnokságban a Hungária labdarúgója volt. Összesen három bajnoki címet szerzett a kék-fehér csapattal. Gyors, határozott, jól szerelő hátvéd volt, megfelelő taktikai érzékkel.

### A válogatottban
1931 és 1932 között két alkalommal szerepelt a magyar labdarúgó-válogatottban.

## Sikerei, díjai
- Magyar bajnokság
  - bajnok: 1922–23, 1924–25, 1928–29
  - 2.: 1925–26, 1927–28, 1930–31
  - 3.: 1926–27, 1929–30, 1931–32
- Magyar kupa
  - győztes: 1932

## Statisztika

### Mérkőzései a válogatottban
| Magyarország | Magyarország       | Magyarország         | Magyarország  | Magyarország | Magyarország | Magyarország | Magyarország | Magyarország |
| #            | Dátum              | Helyszín             | Hazai         | Eredmény     | Vendég       | Kiírás       | Gólok        | Esemény      |
| ------------ | ------------------ | -------------------- | ------------- | ------------ | ------------ | ------------ | ------------ | ------------ |
| 1.           | 1931. december 13. | Torino, Campo Torino | Olaszország   | 3 – 2        | Magyarország | Európa-kupa  | -            |              |
| 2.           | 1932. március 20.  | Prága, Sparta-pálya  | Csehszlovákia | 1 – 3        | Magyarország | barátságos   | -            |              |
|              | Összesen           |                      |               | 2            | mérkőzés     |              | 0            | gól          |